# مگنتار

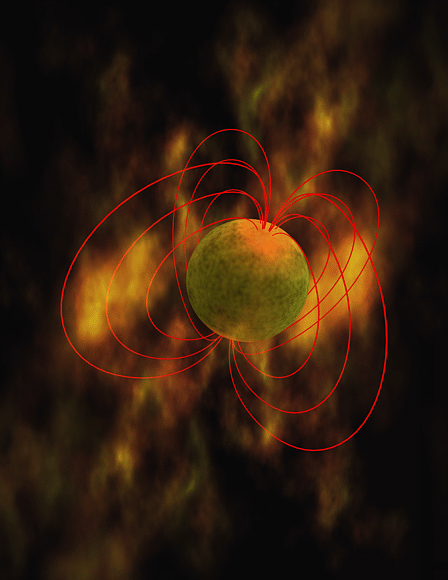
تصویری از یک مگنتار با خطوط میدان مغناطیسی.

مَگنِت‌اَختَر یا مگنتار (به انگلیسی: Magnetar) یا ستاره مغناطیسی (مغنااختر) نوعی ستاره نوترونی است که میدان مغناطیسی بسیار نیرومندی دارد.

نظریهٔ مربوط به مگنتارها توسط رابرت دانکن و کریستوفر تامسون در سال ۱۹۹۲ ارائه شده‌است، ولی اولین انفجار اشعه‌ی گاما مربوط به یک مگنتار در ۵ مارس ۱۹۷۹ کشف و ثبت شد.در طول یک دهه بعد از آن فرضیه مگنتار به صورت گسترده به عنوان تکرارکنندهٔ اشعه گاما و اشعه ایکس غیرعادی اختر تپنده پذیرفته شد.

## ستاره لرزه در مگنتار SGR 1806-20
مگنتار اس‌جی‌آر ۱۸۰۶–۲۰ یک ستاره نوترونی مگنتار است که در صورت فلکی کمان قرار دارد. فاصله این مگنتار از زمین حدود 50 هزار سال نوری است. 
یک انفجار به صورت ستاره لرزه در سطح این مگنتار اتفاق افتاد که در 27 دسامبر سال 2004 تشعشعات آن به زمین رسید . این انفجار در 0.1 ثانیه به اندازه ای انرژی  آزاد کرد که خورشید ما در طی 100 هزار سال آزاد می‌کند . این درخشان‌ترین رویدادی است که در روی زمین با منشا خارج از منظومه شمسی دیده شده‌است. این انفجار اگر در 10 سال نوری زمین اتفاق می افتاد تمام لایه ازون زمین را نابود میکرد و اثری مشابه یک انفجار هسته ای با قدرت 12 هزار تن TNT در فاصله 7.5 کیلومتری ایجاد میکرد.

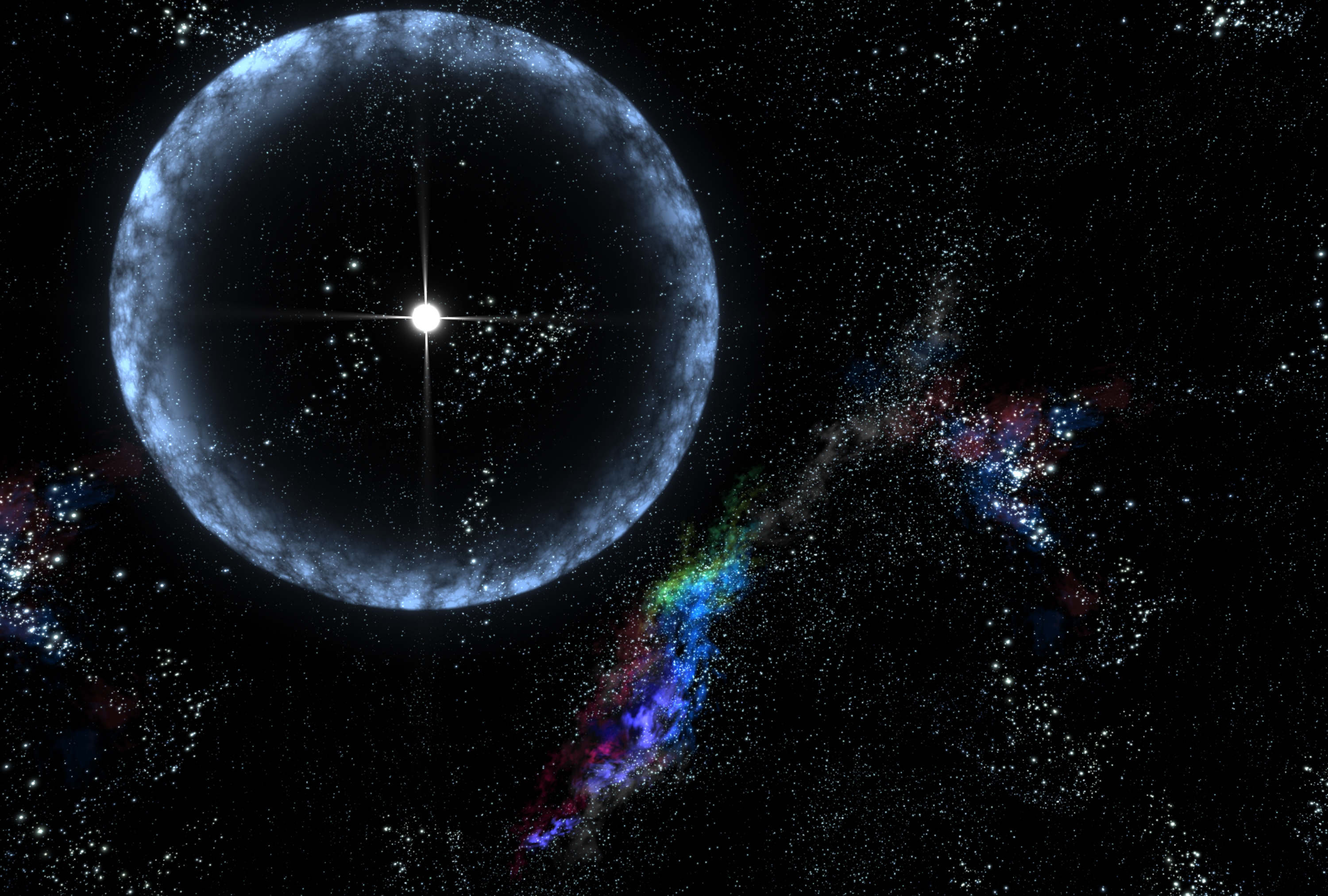
تصویری هنری از انفجار اشعه گاما در ستاره مگنتار SGR 1806-20